# Christelle Mbila
Christelle Mbila, née le 14 juillet 1990 à Kinshasa, est une reine de beauté congolaise (RDC).

## Biographie
Christelle Mbila étudie la mode à l'Institut supérieur des Arts et Métiers de Kinshasa puis les ressources humaines à l'École pratique des hautes études commerciales avant d'étudier en Master en sciences du travail à l'Université libre de Bruxelles en 2021. Elle est couronnée Miss Kinshasa puis Miss Congo le 31 juillet 2008.
Elle représente la République démocratique du Congo à Miss Monde 2008.